# Шверин (дворянский род)
Шверин (нем. Schwerin) — дворянский род, владевший поместьями в Бранденбурге, в Померании, в Мекленбурге и Нижней Силезии и Швеции.

## Происхождение и история рода
Род впервые упоминается в 1178 году в лице Бернарда, фогта крепости на Шверинском озере в графстве Шверин. 
В 1251 году Герхард Шверин высадился на острове Узедом и закрепился там. Позже он приобрел обширные владения в Померании вместе с замками Альтвигсхаген, Ландскрон (с 1576 г.) и Спатенков. Сторонники западно-славянского происхождения рода связывают род Шверин с ободритами, одной из главных крепостей которых был Зверин (ныне Шверин). 
Из Померании род перебрался в Мекленбург и расширился настолько, что в XVII веке насчитывалось 24 линии, владевших поместьями в Бранденбурге, Мекленбурге, Курляндии, Польше, Королевской и Герцогской Пруссии и Швеции. Со временем дворяне фон Шверин получили титулы баронов и графов. 
Род существующий. Большинство его представителей вплоть до 1960-х годов служили офицерами в немецкой армии. Среди них выделяется участник заговора против Адольфа Гитлера Ульрих Вильгельм фон Шверин (Шверин фон Шваненфельд; 1902—1944). Другие представители рода были дипломатами или государственными деятелями.

## Некоторые известные члены рода
- Шверин, Герхард фон (1899—1980) — немецкий военачальник времён Второй мировой войны, генерал танковых войск (1945 год).
- Шверин, Курт Кристоф фон (1684—1757) — прусский генерал-фельдмаршал (30 июня 1740); один из выдающихся военачальников Фридриха II, участник Семилетней войны.
- Шверин, Максимилиан фон (1804—1872) — прусский государственный деятель.
- Шверин, Отто фон (1616—1679) — бранденбургский государственный деятель, министр Великого курфюрста Фридриха Вильгельма I
- Шверин, Отто фон (1645—1705) — бранденбургский государственный деятель и дипломат
- Шверин фон Крозиг, Людвиг (1887—1977) — германский юрист и политический деятель, министр финансов при Гитлере, последний глава правительства Третьего рейха.

## Некоторые резиденции
- Дворец Шверин — в Берлине.